# (5624) Shirley
(5624) Shirley (1991 AY1) – planetoida z pasa głównego asteroid okrążająca Słońce w ciągu 5,24 lat w średniej odległości 3,02 j.a. Odkryta 11 stycznia 1991 roku.